# 猎首

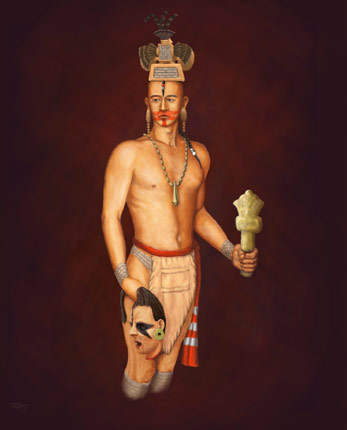
密西西比文化人的祭司之重建圖，一手持頭顱，另一手則握有具儀式性質的燧石製錘矛

猎首（英語：headhunting），又称猎头，中国古籍作馘首，或稱出草，泛指人类主动袭击其他人类将其杀死后割下有象征意义的身体部位（通常是头颅，也可能是头皮、耳朵、鼻子甚至生殖器）并作为战利品收藏的一种习俗，狭义上不包括正规战争中格杀敌方作战人员后为了用首级记功而做出的斩首。许多有尚武文化的古代文明都曾流行过针对其他族群进行猎首的做法，有史籍记载的包括：亚洲的古越人、台湾原住民、日本人、阿富汗努里斯坦人、古印度阿萨姆人和那加兰人、缅甸佤族、婆罗洲人、印度尼西亚人和菲律宾人、大洋洲的密克罗尼西亚人、美拉尼西亚人和新西兰毛利人、南美亚马逊平原与北美大平原地区的原住民、非洲的尼日利亚人、欧洲的凯尔特人和斯基泰人等等。猎首的做法到了第二次世界大战期间还在太平洋战场與東南亞等地出现过，但到今天除了中東地區的極端宗教組織尚存之外，已经在全世界范围内基本绝迹了。
在人类学界，猎首行为在社会中的角色一直是一个讨论的热点课题。当代学者普遍认为，猎首行为是曾经在社会群体和个人的等级制度的形成、强化和维持过程中扮演关键角色的一种仪式。一些人类学家提出的理论认为，猎首行为源于宗教观念中“灵魂栖于头颅中”的看法，而猎首则是为了带回并最终征服敌人的灵魂。在人类学著作中，猎首行为出现的直接原因包括羞辱对手、炫耀个人勇猛和战功、完成某些成年仪式、宗教信仰（比如维持星象平衡）、展现男性气质、嗜血和建立社交威信等等。

## 部分文化中的猎首行为

### 東亞大陆

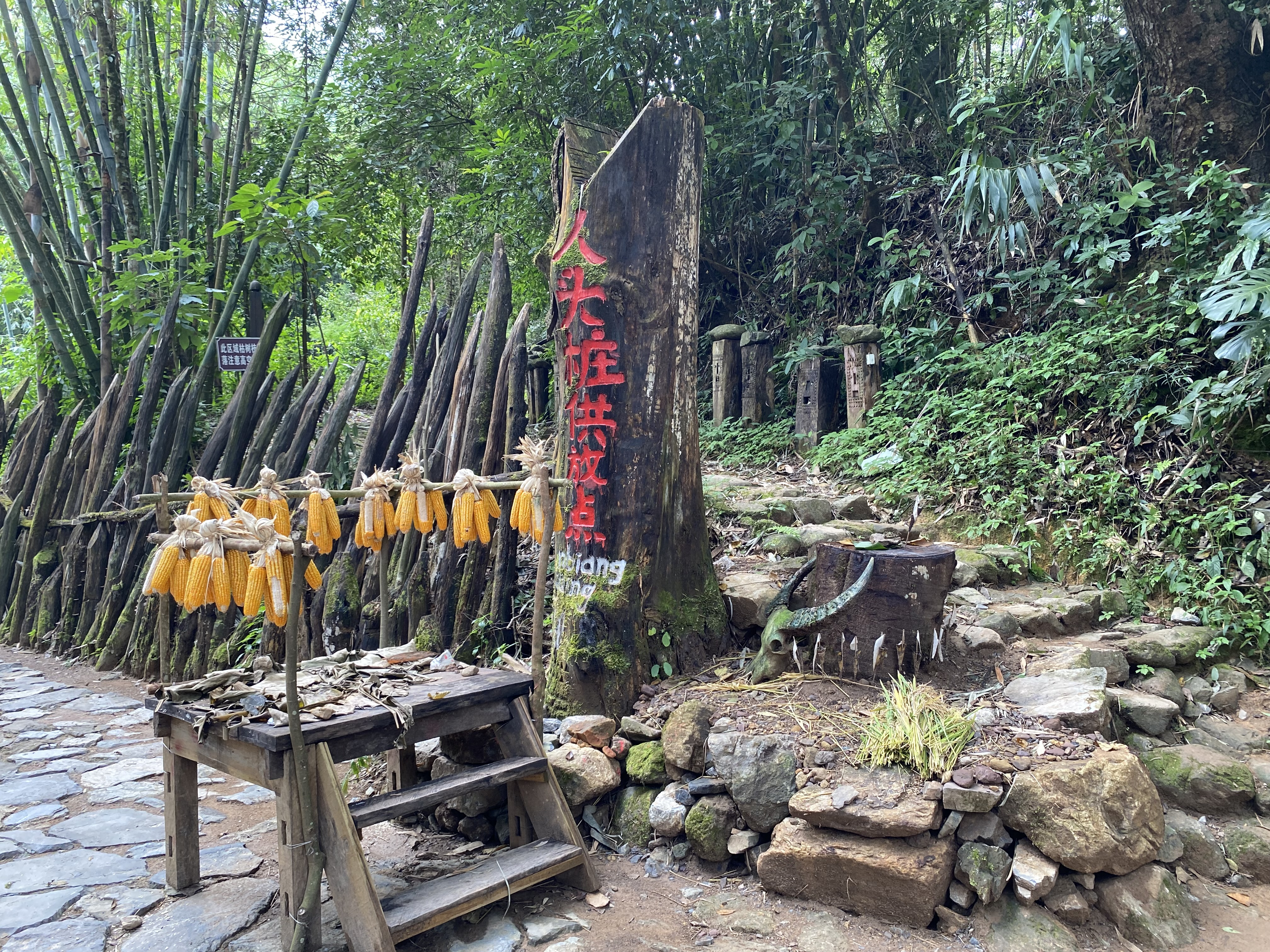
沧源佤族自治县翁丁村遗留下来的人头祭祀供台

据河南殷墟出土的甲骨文记载，商代时中国便有猎首的风俗。殷商人把俘获的异族的酋长当作人牲斩首，祭祖之后，用其头盖骨刻上文字以记事，作为战胜的纪念，称为“人头骨刻辞”。
到了春秋战国时期，猎首行为在中国大规模兴起。司馬遷《史記》記載，春秋時，晉國趙襄子攻殺知襄子之後，將知襄子的首級割下，雕刻上漆，當飲酒之骷髏杯。南方楚國，在屈原《楚辞》中的《国殇》、《礼魂》篇中都有民间猎首习俗的记载。秦国在商鞅变法后规定，士兵的军功一律以斩获并带回的敌人首级多少来计算，計算功勞也非常公平。这一规定使得秦军的士气大为增强，其凶残程度也令各国士兵闻之而胆寒。有观点认为，猎首行为在秦灭六国的战争中起了重要的作用。由於首級攜帶不易，除了重要敵將外，其餘都簡化為割耳或割鼻以替代之。
雲貴高原部分少数民族，如佤族，直至20世纪50年代仍有猎首的习俗。

### 日本
在古代日本的戰爭中，往往都是由武士進行一對一的單挑。在作戰前，雙方互相通報姓名，然後進行決鬥。當殺死對方後，武士將其首級砍下來，送往軍中驗看。然後按其斬殺的敵人地位的高低來論戰功行賞。這被日本人稱為首實檢。
在《雍州府志·十·陵墓》中，有關於日本首實檢的記載：「凡本朝軍士，得敵首謂取首。或謂高名，依忠功高得武名之謂也。敵之所隨身物或冑或刀等物，添首取之來，謂分取高名。倭俗，一種謂一分。依之一種分來，故稱分取。敵首攜歸入主君之一覽，是謂實檢，蓋檢軍實之義乎。記首多少之書，謂首帖。」

### 台湾

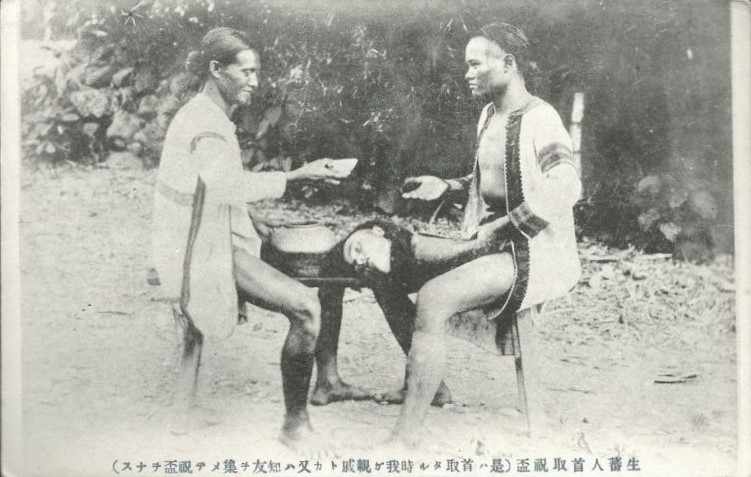
台湾生番的猎首仪式

猎首行为曾经在台湾原住民中非常普遍，除隔絕於台灣東南外海的蘭嶼達悟族（舊稱雅美族）外，其他原住民族群都流行猎首。原住民會因為報仇而獵人頭，但是也可以為了祈福而獵人頭，或者是為了表現自己的英勇而獵人頭，甚至是無目的性，純粹為了獵人頭而獵人頭，大部分被害者是與獵首原住民毫無仇隙的第三者——其他部落或平地人。
汉人移民到台湾的早期，也常常成为原住民猎首的对象。而某些地區的漢人也会进行报复性捕杀，并把原住民的人肉及臟器食餘的人骨熬製成谣传可治寒热病、脚风和创伤的藥膏。
日治时期臺灣總督府嚴禁出草，是世界首個真正嚴禁「出草」的官府。日本人反對出草的出發點與漢人相同，視為非常野蠻的殺人惡行，以刑事犯罪處理。一些原住民坚持出草是傳統信仰，抵制政府的禁令，雖然日本政府使用了包括連坐等許多高壓政策来遏制出草，但出草的行為仍旧持续，直到霧社事件後才消失。

### 海洋东南亚和美拉尼西亚

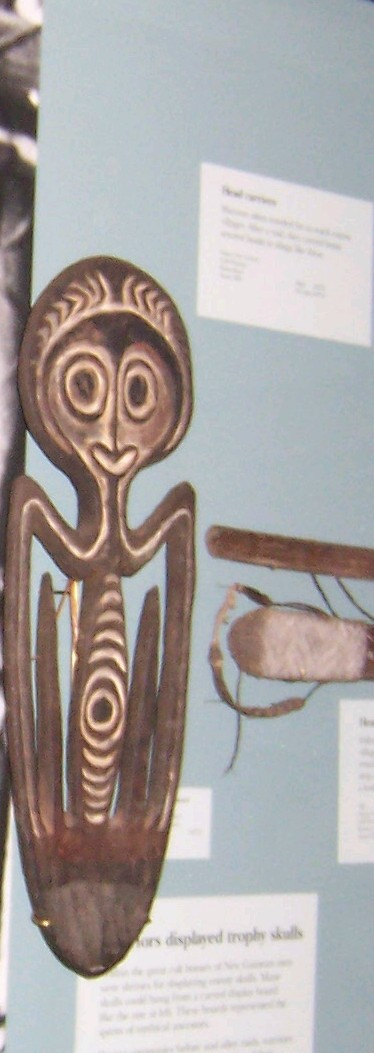
巴布亚新几内亚1900年代早期制作的双头骨饰品（右）及七头骨饰品照片（左），现藏于芝加哥菲尔德自然历史博物馆。

海洋东南亚和美拉尼西亚的许多南岛民族中都有猎首的传统。人类学文献中对近代菲律宾易隆高族、砂拉越的伊班族和巴拉湾族、加里曼丹岛（婆罗洲）的达雅族、美拉尼西亚的瓦纳族、苏拉威西岛西南部的马普伦多族等部族的猎首习俗有较详细的记载。在这些部族中，猎取敌方首级多数为一种宗教仪式，而非战争行为。猎首通常标志着部族成员对己方战死者哀悼的结束。参与猎首行为可作为部族男性成员成年的标志，部族首领会依据猎取首级的多少对部族成员进行奖赏。
肯尼思·乔治（Kenneth George）在对马普伦多族的考察中发现：他们的一年一度的“猎首”行为已经演化成以椰子代替真实头颅的一种纯宗教仪式，称为“pangngae”。该仪式在每年水稻收获的时节举行，其目的包括展现不同部族文化间的分歧和辩论，显示男性的阳刚之美，分发公共物资，以及抵制外来文明对马普伦多族文明的同化等等。
砂拉越地区的猎首行为1830年代被拉者詹姆斯·布鲁克勒令禁止，而呂宋易隆高族的猎首传统则在1930年代被当时管辖菲律宾的美國屬地当局废止。

### 印度
結合了古印度土著文化，少部份印度教性力派信徒會有以人體、人血或首級为祭品，奉獻给时母、難近母等女神的现象。在英国殖民统治时期，少數信徒仍然有这种行为，在英国殖民当局全力禁止下才逐渐消失。
印度東北部的那加族也以獵首聞名。

### 新西兰
新西兰的土著毛利人在部族冲突中一般会挖去头盖骨然后用烟熏的方式保存敌人的头颅。如今不少毛利人部族正试图追索流散于世界其他地方博物馆的他们祖先的头颅。

### 亚马逊地区
居住在今天厄瓜多尔、秘鲁和亚马逊平原地区的舒阿尔族有猎取人头后脱水作为祭品的习俗。今天舒阿尔人出售给游客的纪念品中就包括这些祭物的仿制品。而在一些边远地区的舒阿尔部落中，猎首现象仍未绝迹。

### 凯尔特人
古代欧洲凯尔特人的猎首行为也与宗教相关，但具体目的至今不明。古罗马人和古希腊人均有关于凯尔特人将私敌的首级用钉子钉于自家墙上或悬挂于马脖子下的的习俗。苏格兰的盖尔人将这一习俗延续了很长的时间，可能在皈依基督教后才被摈弃。在日耳曼人和伊比利亚人部族中亦有猎首习俗，但原因至今仍未能查明。

### 蒙特內哥羅人
蒙特內哥羅人主要分布在亞得里亞海東岸和巴爾幹半島一帶，他們實行獵首行為直到1876年被尼古拉一世勒令禁止。

## 现代猎首行为

### 第二次世界大战

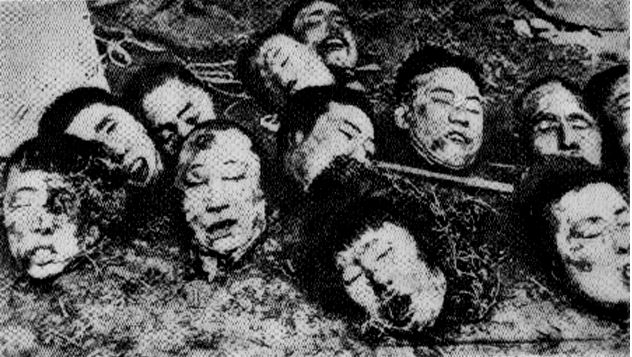
南京大屠杀中被日军杀害的中国平民头颅

1944年5月22日《生活》杂志“每周一图”发表的照片《亚利桑那战争工作者写信感谢海军男友寄给她的日本佬头骨》

第二次世界大战中，日本军队曾大肆屠杀被俘虏和扫荡的中华民国士兵和平民，并在堆积的人头边照相留念。这种战争罪行在南京大屠杀期间达到高潮，其中包括臭名昭著的百人斩比赛。
太平洋战争爆发后，盟军（主要是美军）士兵曾大量收集日军阵亡士兵的头盖骨作为战利品或馈赠亲友的纪念品（但在欧洲战场上的盟军却无此行为）。美军太平洋舰队总司令曾于1942年9月严令禁止上述行为，但未取得显著效果。1944年5月22日的《生活》杂志曾刊登一幅年轻女子以她男友（海军士兵）寄给她的日军头盖骨为背景的照片，当时曾在美国引起公愤。

### 马来亚危机

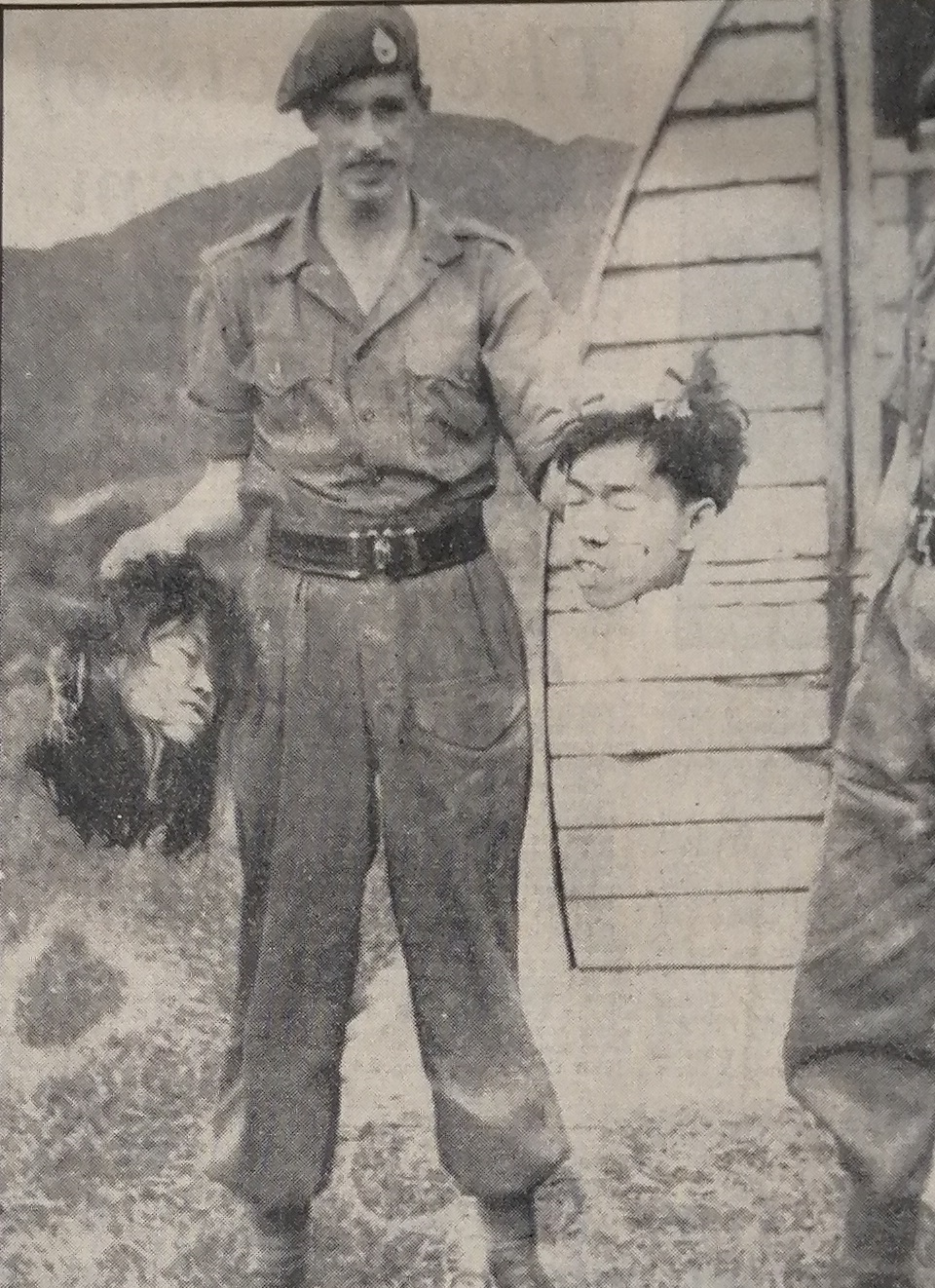
一名皇家海军陆战队手持展示被怀疑是马来亚民族解放军战士的人头

在马来亚危机（1948～1960）期间，英军和英联邦军队雇佣了婆罗洲的伊班人组成处决小队四处猎首被怀疑是马来亚共产党成员和马来亚民族解放军游击队的平民（其中主要是马来华人），对外宣称收集人头是为了“鉴定”敌方身份 。这些伊班猎首者被允许保留死者的头皮作为战利品收藏。殖民地部私下承认“在国际法下，类似战时事件毫无悬念是战争罪行。”后来在英国的一个团纪念馆中还发现了被展示的头骨战利品碎片。
1952年4月，大不列颠共产党官方的《工人日报》（现今的《晨星报》）发表了一张驻扎在马来亚的皇家海军陆战队士兵公开展示人头的照片，在当时是唯一敢于发表此类照片的媒体——其余的英国媒体对此类报告全部选择性失明。起初英国海军部和殖民地部的政府发言人否认报社的指控并坚持宣称照片作假，但《工人日报》随即发表了其他英国士兵展示人头的照片，最终迫使殖民地事务大臣——第一代钱多斯子爵奥利佛·利特尔顿（Oliver Lyttelton，1893～1972）在英国下议院面前承认照片属实。因为担心日后类似照片会被共产主义宣传利用，当时的英国首相温斯顿·丘吉尔下令从此禁止猎首。

### 越南战争

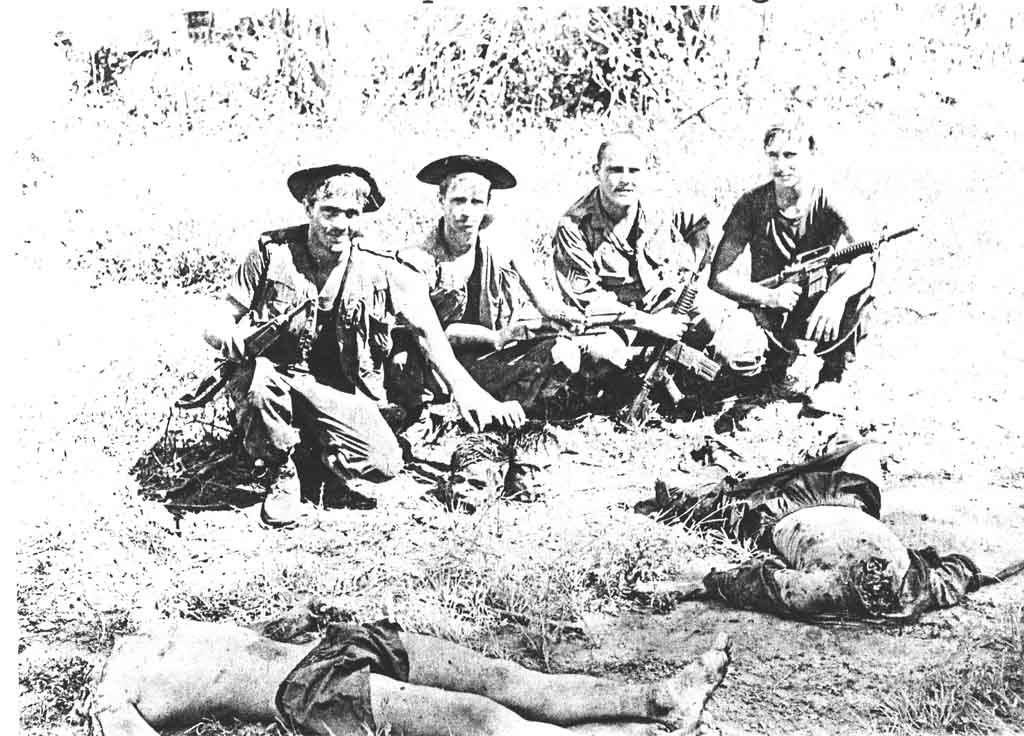
美军展示其杀死并割首的越共战士

在越南战争期间，因为美国的目标并非征服北越，而是保障南越政权的存活，很难衡量战场上的进展情况，因为被越共游击队渗透攻击的战区从理论上来说都是被南越“实控”的区域。当时的美国国防部长罗伯特·麦克纳马拉决定使用“量化”的指标来评估战况，美国陆军就开始用杀死越南人的“尸体量”（body count）作为绩效指标来证明美国正在赢得越战，因为越共和越南人民军会因为消耗战而被打败，这其中数据充斥了大量伪报和夸大。
历史学家克里斯蒂安·阿皮（Christian Appy）认为当时美军消耗战略中“搜索与歼灭是核心战术；敌军死尸数是进度的主要测量”，而且美军指挥官夸大数量的程度很可能达到了100％。而且这种绩效方式有两个问题，一是杀良冒功将没有武装的平民当做“自由开火区”的敌军作战人员；二是夸大战果并在战后报告中伪造杀敌数量。
历史学家冈特·路易（Guenter Lewy）估计约有美军和南越军三分之一的“杀敌数”其实是平民，约有22万平民被杀死后记录成“毙敌数”。澳大利亚作家亚历克斯·贝拉米（Alex J. Bellamy）写到1968年底到1969年中针对湄公河三角洲的“快递行动”中官方宣称“毙敌万人”相对应缴获的武器却只有748件，而美国陆军监察长办公室估测造成的平民伤亡则在5000到7000人。同样，美莱村屠杀和其他几个针对妇女儿童的杀戮也被报为“敌军作战人员”，英国摄影记者托尼·斯温德尔（Tony Swindell）则声称在美莱村惨案被曝光之前主动出击杀良冒功就是涉案的美国陆军第23步兵师第11旅的标准作业程序。